# Färgelanda (commune)
La commune de Färgelanda est une commune suédoise du comté de Västra Götaland, peuplée d'environ  6 670 habitants (2020). Son chef-lieu se situe à Färgelanda.

## Localités principales
- Färgelanda
- Högsäter
- Ödeborg
- Stigen